# Monticola semirufus
Espèce
Statut de conservation UICN

LC  : Préoccupation mineure
Monticola semirufus (anciennement Thamnolaea semirufa), anciennement connu en tant que Traquet demi-roux, est une espèce de passereaux de la famille des Muscicapidae.

## Répartition
Cet oiseau fréquente les plateaux d'Éthiopie et du sud de l'Érythrée.

## Habitat
Son habitat naturel est les forêts et les savanes sèches tropicales et subtropicales.

## Galerie

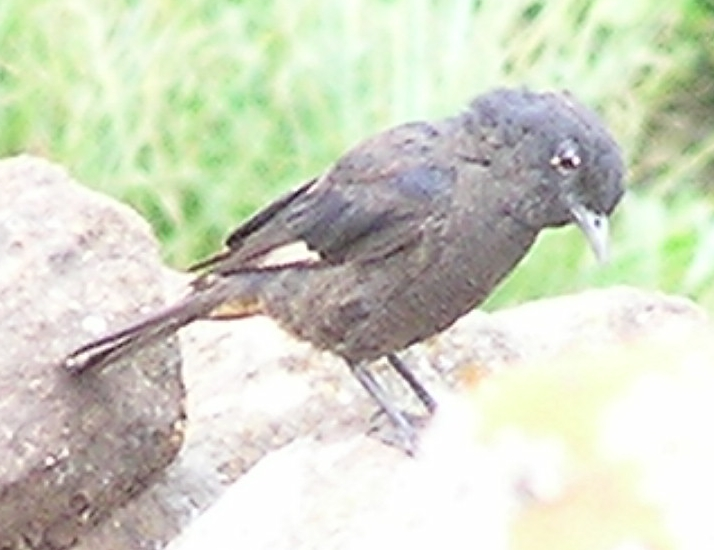
♀